# VFW VAK 191B
El VFW VAK 191B fue un cazabombardero VTOL experimental alemán de principios de los años 1970. VAK significa Vertikalstartendes Aufklärungs und Kampfflugzeug,  «Avión de combate y reconocimiento de despegue vertical» en alemán. 

## Diseño y desarrollo
El VAK 191B fue producido por la compañía alemana Vereinigte Flugtechnische Werke (VFW). Inicialmente, la italiana Fiat también se involucró en el proyecto pero lo abandonó en 1967, aunque se mantuvo como una importante subcontratista.

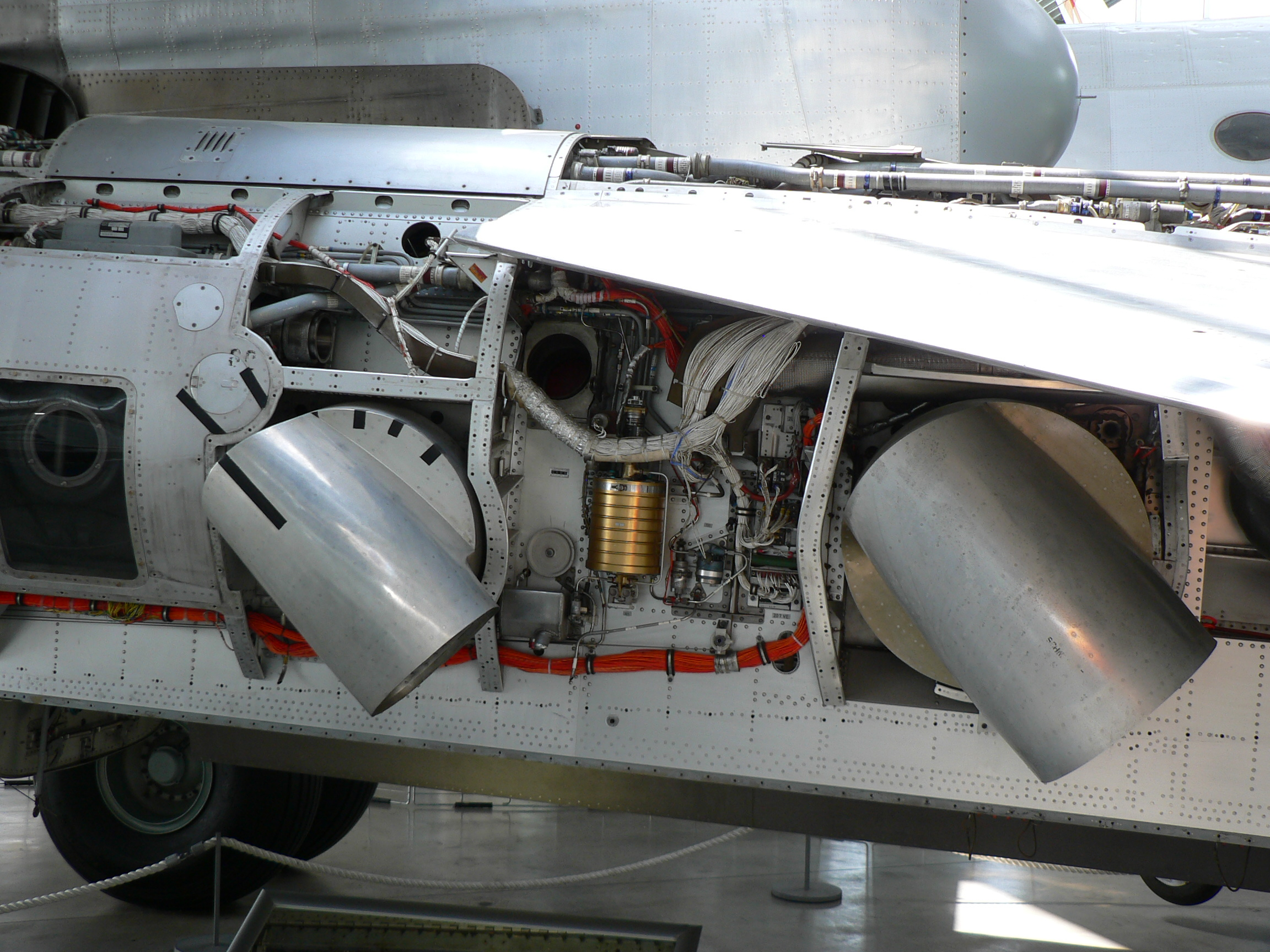
Toberas de empuje vectorial del motor Rolls-Royce/MAN Turbo RB.193 del VAK 191B.

El diseño contaba con un motor turbofán Rolls-Royce/MAN Turbo RB.193 de empuje vectorial que proporcionaba empuje y sustentación mediante cuatro toberas orientables y que junto a dos turborractores que empuje vertical —situados uno delante y otro detrás del motor principal— le daban al avión la capacidad de despegar y aterrizar verticalmente (VTOL). 
El programa se inició en 1962 para reemplazar al cazabombardero Fiat G.91 con un avión VTOL pero después los requisitos de la OTAN cambiaron y el VAK se convirtió en un demostrador de tecnología. Tres aviones VAK 191B participaron en el programa de prueba en vuelo entre 1970 y 1975 realizando 91 vuelos. La primera vez que el VAK se mantuvo en el aire se produjo en Bremen el 20 de septiembre de 1971, mientras que la primera transición de vuelo vertical a horizontal y viceversa se logró el 26 de octubre de 1972 en Múnich. Los prototipos fueron usados para probar algunos de los conceptos que posteriormente se incluirían en el programa del Panavia Tornado, como la tecnología fly-by-wire.
El VAK 191B era similar en concepto al Hawker Siddeley Harrier británico, pero fue diseñado para tener capacidad de alcanzar vuelo supersónico (Mach 1,2-1,4) a medias y altas altitudes. Se consideró que al contar con un único motor crearía mucho arrastre, pero los dos motores de sustentación eran peso muerto en el vuelo horizontal, y el pequeño motor principal tenía una baja relación empuje a peso. También tenía unas alas muy pequeñas que tenían que soportar mucha carga. En cambio, el Harrier tenía una relación empuje a peso bastante mayor, era efectivo en el combate cerrado o dogfight, y tenía grandes alas muy efectivas para realizar despegues cortos.

## Supervivientes

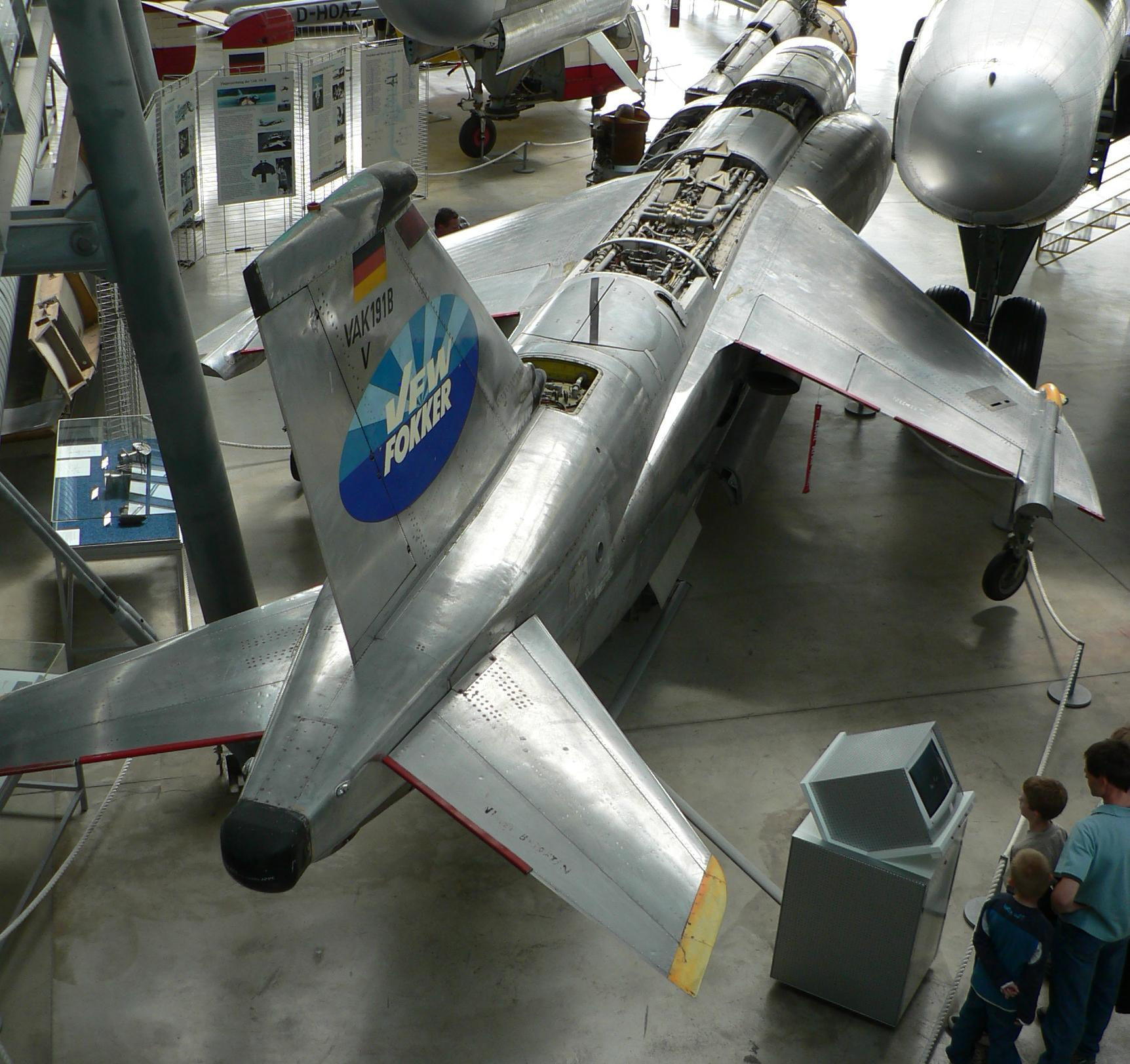
VAK 191B visto desde arriba.

- Un ejemplar del VAK 191B se puede ver expuesto en el Deutsches Museum en Schleißheim, cerca de Múnich.[1]
- Otro VAK 191B forma parte de la colección Wehrtechnische Studiensammlung en Coblenza (Alemania).[2]
- El tercer VAK 191B se informó que fue almacenado en 1976.[3]

## Especificaciones (VAK 191B)
Referencia datos: X-Planes and Prototypes.

### Características generales
- Tripulación: 1 piloto
- Longitud: 16,4 m
- Envergadura: 6,16 m
- Altura: 4,3 m
- Superficie alar: 19 m²
- Peso vacío: 5.562 kg
- Peso cargado: 8.507 kg
- Peso máximo al despegue: 9.000 kg
- Planta motriz: 

  - 1× Turbofán de empuje vectorial (4 toberas orientables) Rolls-Royce/MAN Turbo RB.193-12 para sustentación y empuje, 45,2 kN (10.150 lbf)
  - 2× Turborreactores de empuje vertical Rolls-Royce RB162-81 F 08 para sustentación, 26,5 kN (5.587 lbf) cada uno.

### Rendimiento
- Velocidad máxima operativa (Vno): 1.108 km/h
- Alcance: 400 km
- Techo de vuelo: 15.000 m

### Aeronaves similares
- EWR VJ 101
- Hawker Siddeley Harrier
- Hawker Siddeley P.1154
- Hawker Siddeley P.1127
- Yakovlev Yak-38